# Монкада
Монкада (ісп. Moncada (офіційна назва), валенс. Montcada) — муніципалітет в Іспанії, у складі автономної спільноти Валенсія, у провінції Валенсія. Населення — 21 847 осіб (2010).

## Географія
Муніципалітет розташований на відстані близько 300 км на схід від Мадрида, 7 км на північ від Валенсії.
На території муніципалітету розташовані такі населені пункти: (дані про населення за 2010 рік)
- Масіас: 2512 осіб
- Монкада: 18935 осіб
- Сан-Ісідро-де-Бенахебер: 400 осіб

## Демографія
Динаміка населення (INE ):